# ولادیمیر چخ (کارگردان)
ولادیمیر چِخ (چکی: Vladimír Čech; ۲۵ سپتامبر ۱۹۱۴ – ۲ فوریهٔ ۱۹۹۲) کارگردان فیلم و فیلم‌نامه‌نویس اهل کشور چکسلواکی بود. او بیش از ۳۵ فیلم را بین سال‌های ۱۹۴۱ تا ۱۹۸۰ کارگردانی کرد. فیلم او به نام کلید در سال ۱۹۷۱ به هفتمین جشنواره بین‌المللی فیلم مسکو راه یافت و برنده جایزه نقره شد.